# (4378) Voigt
(4378) Voigt est un astéroïde de la ceinture principale.

## Description
(4378) Voigt est un astéroïde de la ceinture principale. Il fut découvert le 14 mai 1988 à La Silla par Werner Landgraf. Il présente une orbite caractérisée par un demi-grand axe de 2,68 UA, une excentricité de 0,24 et une inclinaison de 11,0° par rapport à l'écliptique.

## Compléments